# فستوكة صحراوية
الفستوكة الصحراوية (باللاتينية: Festuca deserti) نوع نباتي يتبع جنس الفستوكة من الفصيلة النجيلية.

## الموئل والانتشار
موطنها المغرب العربي.

## مرادفات للاسم العلمي
- (باللاتينية: Festuca rubra var. deserti Coss. & Durieu)
- (باللاتينية: Festuca deserti subsp. duriaei St.-Yves)

## الوصف النباتي
النبات عشبي معمر.